# Jackson (Wyoming)
Jackson is een plaats (town) in de Amerikaanse staat Wyoming, en valt bestuurlijk gezien onder Teton County. De plaats wordt meer en meer abusievelijk 'Jackson Hole' genoemd, de naam van de vallei waarin Jackson ligt.

## Demografie
Bij de volkstelling in 2000 werd het aantal inwoners vastgesteld op 8647. In 2006 werd het aantal inwoners door het United States Census Bureau geschat op 9215, een stijging van 568 (6,6%).

## Geografie
Volgens het United States Census Bureau beslaat de plaats een oppervlakte van 7,4 km², geheel bestaande uit land. Jackson ligt op ongeveer 1900 m boven zeeniveau.

## Jaarlijkse conferentie van de FED
Jaarlijks organiseert de Federal Reserve-afdeling uit Kansas City in het plaatsje een wereldwijd economische conferentie, de “Jackson Hole Economic Summit” of officieel het Jackson Hole Economic Policy Symposium, meestal eind augustus. Vaak maken de belangrijkste centrale bankiers er hun opwachting.

## The Last of Us
Jackson is een belangrijke locatie in de actie-avontuur-game The Last of Us (2013) en het vervolg Part II (2020), waar het de thuishaven is van een grote groep overlevenden in een post-apocalyptische wereld.

## Toerisme
Jackson is in hoge mate afhankelijk van toerisme, voornamelijk door de aanwezigheid van de nationale parken Yellowstone en Grand Teton. De regio biedt daarnaast volop mogelijkheden voor wintersportactiviteiten en boat rafting. Elf kilometer noordelijker ligt het drukste vliegveld van Wyoming, Jackson Hole Airport.

### Plaatsen in de nabije omgeving
De onderstaande figuur toont nabijgelegen plaatsen in een straal van 40 km rond Jackson.

## Geboren
- Matt Mead (1962), gouverneur van Wyoming (2011-2019)
- Breezy Johnson (1996), alpineskiester